# Jern
Jern (oldnordisk: iarn, germansk: isarn) er navnet på et tungmetal, et grundstof i det periodiske system med kemisk symbol Fe (latin Ferrum, Jern) og atomnummer 26. Det er et metal og står i 4. periode og i 8. undergruppe, da der i det periodiske system både er hovedgrupper og undergrupper, og jern(Fe) står i undergruppen.

## Vigtigste egenskaber
Jern er det tiende mest almindelige grundstof i universet og udgør 6,2 % af jordens overflade. Det er dermed det fjerde mest udbredte grundstof på Jorden (efter oxygen, silicium og aluminium). Jern menes at være hovedbestanddelen af Jordens kerne.
Jern udvindes af jernmalm, der ikke er rent jern, men som indeholder jernoxider, såsom hæmatit og magnetit. Jernmalmen reduceres til råjern med koks i en højovn(en såkaldt Redoxreaktion), bagefter gennemblæses råjernet med ren ilt for at fjerne (for meget) kulstof og andre urenheder. En del af urenhederne er silikater, som fjernes i form af slagger.
Jern er betydningsfuldt for fremstillingen af stål. De forskellige ståltyper kaldes legeringer, der foruden jern indeholder andre metaller og ikke-metaller (særligt kulstof).
Atomkernen i jernisotopen 56Fe har den næsthøjeste bindingsenergi pr. kernepartikel af alle atomkerner.  Den isotop, der ligger højest er en nikkel isotop. Når stjerner banker andre grundstoffer sammen til jern, befinder stjernen sig i sin sidste fase, når det meste er omdannet til jern vil energi produktionen stoppe meget brat og stjernen falder sammen under sin egen vægt. Det vil sige, at isotopen ikke er anvendelig til dannelse af fusionenergi (atomkernesammensmeltning) eller fissionsenergi (atomkernespaltning). Dette er sandsynligvis også grunden til at mange meteoritter er jern/nikkel legeringer.
Fusionen af atomer (primært brint og helium) i stjernerne slutter med jern. Tungere grundstoffer opstår i supernovaeksplosioner, som også er grunden til spredningen af det materiale, der er dannet ved fusion inde i stjernen.
Ved stuetemperatur er den mest almindelige allotrope form af rent jern ferrit eller α-jern. Denne allotrop danner et kubisk rumcentreret krystalgitter, der eksisterer under 911 °C. Under Curiepunktet ved 760 °C er ferrit magnetisk. Allotropen mellem 760 °C og 911 °C hedder β-jern. Ud over de magnetiske egenskaber adskiller den sig ikke fra ferritisk α-jern. Den bliver derfor sædvanligvis betegnet som α-jern. Indtil 1.392 °C findes jern i den kubisk fladecentrerede γ-variant (austenit). Ved stadigt stigende temperatur omlejres jernet til δ-ferrit, der atter viser et kubisk rumcentreret gitter. Smeltepunktet er 1.538 °C.

## Jern som mineral
Jern optræder meget sjældent i helt ren form i naturen. Mineralet krystalliserer i et terningeformet krystalsystem og har en hårdhed på 4,5 på Mohs' hårdhedsskala og en stålgrå til sort farve. Grundet jerns molyculære opbygning oxyderer den let hvis vand og ilt/oxygen er til stede, og ændrer derved farve til brun. Når jern er i sin oxyderede form, befinder det sig på det laveste energistadie, og er i denne form stabilt. Jern kan kun eksistere i sin helt rene form hvis det er isoleret, det kan som i cordens tilfælde være af et ydre lag jernoxid der forhindrer den indre kerne i af ændre molekylestruktur. 

## Anvendelser
Jern er med 95 % af tonnagen det metal, der bruges mest i Verden. Grunden er, at det er til rådighed de fleste steder, hvilket gør det billigt, samt at jernlegeringernes fasthed og sejhed gør dem nyttige på mange områder. Meget jern bliver anvendt ved fremstillingen af biler, skibe og i højhusbyggerier (jernbeton).
Jern er det ene af de fire magnetiske metaller (kobolt, nikkel og gadolinium), og det muliggør dermed den storindustrielle brug af elektromagnetisme i elektriske generatorer, transformatorer og elektromotorer.
Rent jernpulver bruges kun i kemien. Derimod er de forskellige stålarter meget udbredt i industrien. Jern bruges i følgende former:
- Råjern indeholder 4-5 % kulstof sammen med forskellige andele af svovl, fosfor og silicium. Det er et mellemprodukt i fremstillingen af støbejern og stål.

- Støbejern 2-4,5 % kulstof og flere andre legeringsstoffer som fx silicium og mangan. Afhængigt af afkølingstempoet findes kulstoffet i støbejern enten som karbid eller i ren form som grafit. Med henvisning til brudfladernes udseende taler man i det første tilfælde om hvidt og i det andet tilfælde om gråt støbejern. Støbejern er meget hårdt og skørt. Det lader sig almindeligvis ikke omforme plastisk.

- Stål indeholder 0-2,5 % kulstof. I modsætning til støbejern er det plastisk formbart. Ved legering og ved en egnet kombination af varmebehandling og plastisk omformning kan man variere de mekaniske egenskaber hos stål i bred forstand.

- Smedejern har et kulstofindhold på under 0,3 % og er sejere og blødere end stål.

- Hæmoglobin: Jern(II)-ioner indgår i blodets røde farvestof og medvirker til oxygentransport

- Plantenæringsstof: Jern er et uundværligt stof for alle organismer (både planter og dyr). Hos planter giver jernmangel sig til kende ved, at bladkødet bliver lysegrønt, mens bladribberne og det nærmeste bladkød bliver ved med at være normalt grønt. Bladene vil vise et billede af en mørkegrøn fjer på en lysegrøn bund. Jernmangel hos planter afhjælpes enten ved at øge jordens surhedsgrad (hvad der frigør mere jern i en form, der kan optages) eller ved at strø jernvitriol (jernsulfat) på jorden under planten. Normalt vil 10 g/m² være passende.

## Teknologisk karakter

### Forekomster
Jern er sammen med nikkel formodentlig hovedbestanddelen af Jordens kerne. Omskiftelserne mellem fast jern i den indre og flydende jern i den ydre kerne skaber formentlig Jordens magnetfelt.
Med en andel på 5 % er jern dog også et af de mest udbredte grundstoffer i jordskorpen. De første kilder, der blev udnyttet, var myremalm og frit tilgængelige malme. I dag udnytter man først og fremmest magnetjern med et indhold på 40 %.
Det vigtigste mineral til jernudvinding er hæmatit, der mest består af Fe2O3. Jernet bliver udvundet gennem en kemisk reduktion med kulstof ved en temperatur på omkring 2.000 °C. Først tilfører man højovnen koks, som reagerer med luftens ilt og danner kulmonooxid:
2 C + O2 → 2 CO
Kulstofmonoxidet reagerer med jernoxidet:
3 CO + Fe2O3 → 2Fe + 3CO2
På grund af den høje reaktionstemperatur er det opståede jern flydende. Ganske vist indeholder det endnu forureninger i form af siliciumdioxid. Ved tilførsel af kalk bliver siliciumdioxidet udskilt som slagger. Et første reaktionstrin omdanner kalken til kalciummonoxid:
CaCO3 → CaO + CO2
Derpå reagerer kalciummonoxidet med siliciumdioxidet:
CaO + SiO2 → CaSiO3
Det dannede slagger bliver brugt i vejbyggeri og tidligere også som gødning.
På verdensplan blev der i år 2000 udvundet omkring 1.000 megaton jernmalm til en værdi af cirka 25 milliarder euro. De mest betydningsfulde leverandører af jernmalm er Kina, Brasilien, Australien, Rusland og Indien. De fem lande leverer tilsammen cirka 70 % af verdens behov. Af de 1.000 megaton malm blev der udvundet cirka 572 megaton jern. Dertil kommer det jern, der udvindes af skrot.

### Brydning
Jernmalm bliver udvundet i åbne brud og i egentlige miner. De steder, hvor malmen er lødig nok, og hvor den træder frem på overfladen, kan man udnytte malmen i de mindre bekostelige, åbne brud. I dag bryder man hovedsageligt jernmalm på denne måde i Sydamerika, særligt Brasilien, i det vestlige Australien, i Kina, i Østeuropa (fx Ukraine) og Canada.
I de seneste år har disse lande fortrængt de lande, der oprindeligt var de mest betydningsfulde leverandører af jernmalm som fx Frankrig, Sverige eller Tyskland, hvis sidste jernmine i Oberpfalz blev lukket i 1987.
Ganske vist skaber den relativt lette brydning også et stort problem: Eksporten af råstoffer er nu som før hovedindstægtskilden for mange af de fattige stater. Som følge deraf kaster mange af de højtforgældede tropelande sig over disse ressourcer, men for det meste på bekostning af mennesker og miljø. Kæmpemæssige malmlejer som Ok Tedi-minen i Papua Ny Guinea ødelægger ikke alene regnskoven på deres egentlige område, men også hele landskabet i vid omkreds. Spildevand og slam indeholder giftigsttoffer. Ofte tager mineejerne ikke hånd om det, og giften spredes via floderne og optages i fisk og andre organismer. På den måde er minedrift blevet til en sundhedsrisiko for den lokale befolkning, som lever nedstrøms Ok Tedi.
Jernmalmen når sjældent direkte fra bjergværket til højovnenes lagerpladser. Ofte skal det transporteres lang vej over land og hav med flere omladninger undervejs.
Før den videre forarbejdning bliver malmen til sidst slået i stykker og knust. Derpå bliver malmkornene sorteret efter størrelse og sintret sammen. Det vil sige, at små korn bliver sammenklæbet, for kun på den måde kan de bruges i højovnene. I højovnen er der skiftevis et lag af jernmalm, og et lag af koks. Koks er en slags kul, som er 90 % kulstof, og det bruges både som brændsel i højovnen, og til filtrering af metallet. I bunden blæses luft ind til at give en bedre forbrænding, men oxygenet indgår også i reaktionen.

### Kemiske forbindelser
Jern danner 2- og 3-valente oxider.
Da de ikke danner noget fast, beskyttende lag, oxideres (dvs. ruster) et stykke jern fuldstændigt, når det er i kontakt med atmosfæren.
Almindelige jernoxideringstrin og -forbindelser:
- - Fe+2, ferro-
  - Fe+3, ferri-
  - Fe+4, forekommer i nogle enzymer (f.eks. Peroxidase).
  - Fe+6, er sjælden (f.eks. K2FeO4)
  - Fe3C

### Isotoper
Jern har fire naturligt forekommende, stabile isotoper med følgende, relative forekomst: 54Fe (5,8 %), 56Fe (91,7 %),
57Fe (2,2 %) og 58Fe (0,3 %). 
| \| Isotop \| Naturlig hyppighed \| Halverings- tid (t1/2) \| Nedbrydnings- modus \| Nedbrydnings- energi \| ZP \| \| ------ \| --------------------- \| ------------------------------ \| ------------------------------ \| ------------------------------ \| ------------------------------ \| \| 54Fe \| 5,8 % \| Stabil isotop med 28 neutroner \| Stabil isotop med 28 neutroner \| Stabil isotop med 28 neutroner \| Stabil isotop med 28 neutroner \| \| 55Fe \| Syntetisk radioisotop \| 2.73 år \| ε Einfang \| 0.231 MeV \| 55Mn \| \| 56Fe \| 91,72 % \| Stabil isotop med 30 neutroner \| Stabil isotop med 30 neutroner \| Stabil isotop med 30 neutroner \| Stabil isotop med 30 neutroner \| \| 57Fe \| 2,2 % \| Stabil isotop med 31 neutroner \| Stabil isotop med 31 neutroner \| Stabil isotop med 31 neutroner \| Stabil isotop med 31 neutroner \| \| 58Fe \| 0,28 % \| Stabil isotop med 32 neutroner \| Stabil isotop med 32 neutroner \| Stabil isotop med 32 neutroner \| Stabil isotop med 32 neutroner \| \| 59Fe \| Syntetisk radioisotop \| 44.503 år \| β \| 1.565 MeV \| 59Co \| \| 60Fe \| Syntetisk radioisotop \| 1.5E6 år \| β- \| 3.978 MeV \| 60Co \| |                       |                                |                                |                                |                                |
| SI-enheder og standardbetingelser bliver brugt, hvis ikke andet er nævnt |                       |                                |                                |                                |                                |
| Isotop | Naturlig hyppighed    | Halverings- tid (t1/2)         | Nedbrydnings- modus            | Nedbrydnings- energi           | ZP                             |
| 54Fe | 5,8 %                 | Stabil isotop med 28 neutroner | Stabil isotop med 28 neutroner | Stabil isotop med 28 neutroner | Stabil isotop med 28 neutroner |
| 55Fe | Syntetisk radioisotop | 2.73 år                        | ε Einfang                      | 0.231 MeV                      | 55Mn                           |
| 56Fe | 91,72 %               | Stabil isotop med 30 neutroner | Stabil isotop med 30 neutroner | Stabil isotop med 30 neutroner | Stabil isotop med 30 neutroner |
| 57Fe | 2,2 %                 | Stabil isotop med 31 neutroner | Stabil isotop med 31 neutroner | Stabil isotop med 31 neutroner | Stabil isotop med 31 neutroner |
| 58Fe | 0,28 %                | Stabil isotop med 32 neutroner | Stabil isotop med 32 neutroner | Stabil isotop med 32 neutroner | Stabil isotop med 32 neutroner |
| 59Fe | Syntetisk radioisotop | 44.503 år                      | β                              | 1.565 MeV                      | 59Co                           |
| 60Fe | Syntetisk radioisotop | 1.5E6 år                       | β-                             | 3.978 MeV                      | 60Co                           |

| Isotop | Naturlig hyppighed    | Halverings- tid (t1/2)         | Nedbrydnings- modus            | Nedbrydnings- energi           | ZP                             |
| ------ | --------------------- | ------------------------------ | ------------------------------ | ------------------------------ | ------------------------------ |
| 54Fe   | 5,8 %                 | Stabil isotop med 28 neutroner | Stabil isotop med 28 neutroner | Stabil isotop med 28 neutroner | Stabil isotop med 28 neutroner |
| 55Fe   | Syntetisk radioisotop | 2.73 år                        | ε Einfang                      | 0.231 MeV                      | 55Mn                           |
| 56Fe   | 91,72 %               | Stabil isotop med 30 neutroner | Stabil isotop med 30 neutroner | Stabil isotop med 30 neutroner | Stabil isotop med 30 neutroner |
| 57Fe   | 2,2 %                 | Stabil isotop med 31 neutroner | Stabil isotop med 31 neutroner | Stabil isotop med 31 neutroner | Stabil isotop med 31 neutroner |
| 58Fe   | 0,28 %                | Stabil isotop med 32 neutroner | Stabil isotop med 32 neutroner | Stabil isotop med 32 neutroner | Stabil isotop med 32 neutroner |
| 59Fe   | Syntetisk radioisotop | 44.503 år                      | β                              | 1.565 MeV                      | 59Co                           |
| 60Fe   | Syntetisk radioisotop | 1.5E6 år                       | β-                             | 3.978 MeV                      | 60Co                           |

Fordelingen af nikkel- og jernisotoper i meteoritter gør det muligt at måle isotop- og grundstofhyppigheden under dannelsen af solsystemet, og at regne sig frem til de ydre vilkår før og under solsystemets skabelse.
Isotopen 60Fe har en halveringstid på 1,5 millioner år. Eksistensen af 60Fe ved begyndelsen af planetsystemets opståen er blevet opdaget ved en sammenhæng mellem forekomsten af 60Ni, henfaldsproduktet fra 60Fe, og forekomsterne af de stabile Fe-isotoper i visse dele af flere meteoritter (fx i meteoritterne Semarkona og Chervony Kut). Muligvis spillede den frigjorte energi fra det radioaktive henfald af 60Fe, sammen med henfaldsenergien fra det ligeledes indlejrede, radioaktive 26Al, en rolle ved opsmeltningen og differentieringen af asteroiderne umiddelbart efter deres dannelse for cirka 4,6 milliarder år siden.
Kun jernisotopen 57Fe har kernespin, og kan derfor bruges i kemi og biokemi.

### Biologi
Jernforbindelser er nødvendige mikronæringsstoffer for mange dyr, som har brug for det som centralatom i hæmoglobinet. Desuden er jern en bestanddel af jern-svovl-komplekset (iron-sulphur-cluster) i mange enzymer.
Angribende bakterier udnytter ofte jern, og derfor er det en afværgemekanisme i kroppen at 'skjule' jern.

### Forsigtighedsregler
Selv om jern er et vigtigt mikronæringsstof for mennesker, kan overskud af jern i kroppen være giftigt. Ved høje koncentrationer, reagerer Fe2+-ioner med peroxider, hvorved der opstår frie radikaler. Under normale forhold bliver disse holdt i skak af kroppens egne processer.
Cirka 1 gram jern fremkalder alvorlige forgiftningssymptomer hos toårige børn, og 3 gram kan være dødeligt. Langvarigt overskud af jern fører til hæmokromatose (jernudskilningssyge). Jernet ophobes i leveren, og der fører det til siderose (aflejring af jernsalte) og organskader. Derfor kan jernpræparater kun anbefales i forbindelse med jernmangel.